# Andrew Johns (triatleta)
Andrew Johns (Peterborough, 23 de septiembre de 1973) es un deportista británico que compitió en triatlón.
Ganó una medalla de bronce en el Campeonato Mundial de Triatlón de 2002 y tres medallas en el Campeonato Europeo de Triatlón entre los años 1998 y 2006. Además, obtuvo una medalla de bronce en el Campeonato Mundial de Ironman 70.3 de 2007.

## Palmarés internacional
| Campeonato Mundial | Campeonato Mundial   | Campeonato Mundial | Campeonato Mundial |
| Año                | Lugar                | Medalla            | Prueba             |
| ------------------ | -------------------- | ------------------ | ------------------ |
| 2002               | Cancún (México)      | Medalla de bronce  | Individual         |
| Campeonato Europeo |                      |                    |                    |
| Año                | Lugar                | Medalla            | Prueba             |
| 1998               | Velden (Austria)     | Medalla de oro     | Individual         |
| 2000               | Stein (Países Bajos) | Medalla de oro     | Individual         |
| 2006               | Autun (Francia)      | Medalla de bronce  | Individual         |

| Campeonato Mundial | Campeonato Mundial          | Campeonato Mundial | Campeonato Mundial |
| Año                | Lugar                       | Medalla            | Prueba             |
| ------------------ | --------------------------- | ------------------ | ------------------ |
| 2007               | Clearwater (Estados Unidos) | Medalla de bronce  | Individual         |